# Терещенко, Михаил Афанасьевич
Михаил Афанасьевич Терещенко (10 ноября 1945, Магнитогорск, Челябинская область — 1 октября 2024, Магнитогорск, Челябинская область) — советский хозяйственный и государственный деятель, лауреат Государственной премии СССР за выдающиеся достижения в труде.

## Биография
Родился в 1945 году в поселке Ново-Савинка Верхнеуральского района, ныне в составе Магнитогорска. Член КПСС.
Окончил Магнитогорское техническое училище № 13, Магнитогорский индустриальный техникум.
В 1964—2005 годах — подручный сталевара, сталевар, мастер производства на печи номер 30, сменный помощник начальника, бригадир металлургов печи номер 35 мартеновского цеха № 1 Магнитогорского металлургического комбината.
На 2-ванной печи № 30 выплавка стали под его руководством была доведена до 1 млн т в год, на печи № 35 уровень производства был доведен его бригадой до 1,5 млн т в год.
За ускорение освоения проектных мощностей в металлургии был в составе коллектива удостоен Государственной премии СССР за выдающиеся достижения в труде 1975 года.
Жил в Магнитогорске.

## Награды
- Орден Трудовой Славы III степени